# Sarah Turine
 (janvier 2017).
Si vous disposez d'ouvrages ou d'articles de référence ou si vous connaissez des sites web de qualité traitant du thème abordé ici, merci de compléter l'article en donnant les références utiles à sa vérifiabilité et en les liant à la section « Notes et références ».
Sarah Turine, née le 13 octobre 1973 à Uccle, est une femme politique belge, membre d'Ecolo.
Elle est historienne de l'art et islamologue.

## Vie politique
Après ses études à l'UCL, elle travaille en Cisjordanie de 1997 à 1999 au Centre culturel français de Naplouse et à l'université de Naplouse. Elle a ensuite travaillé au lycée français de Hô-Chi-Minh-Ville, au Vietnam de 1999 à 2000 . Rentrée en Belgique, elle a travaillé chez Oxfam Solidarité de 2001 à 2007.
Elle fut secrétaire politique bruxelloise et co-présidente fédérale d'Écolo. Entre 2012 et 2018, elle est échevine à Molenbeek-Saint-Jean chargée des politiques de jeunesse, cohésion sociale et dialogue interculturel. Pour Turine les problèmes de sa commune concernant l'Islam en Belgique concerne une négligence des autorités, une forme de clientélisme, le communautarisme et l'influence du salafisme de l’Arabie saoudite. Concernant le terrorisme, elle rejette la responsabilité de la commune sur les forces de police, les autorités fédérales et un manque d'aide à la communauté musulmane : «Au lieu de stigmatiser Molenbeek, il faudrait plutôt s’interroger sur leurs défaillances et leur absence criante de moyens pour surveiller et infiltrer non seulement les filières terroristes, mais aussi de la criminalité ordinaire qui nourrit le radicalisme. De même, pourquoi les autorités fédérales ont-elles laissé se développer l’influence de l’Arabie Saoudite ? Ce pays finance des mosquées et des imams, et détient un quasi-monopole sur la traduction en français de la littérature salafiste, une version simpliste et binaire de l’islam à laquelle une population moins instruite que la moyenne belge est sensible. L’État ne s’est absolument pas préoccupé d’aider la communauté musulmane à développer un islam européen via la formation d’imams ou la traduction de l’ensemble de la littérature musulmane. On paie aujourd’hui le prix de cette erreur».
En octobre 2017, elle a publié un livre intitulé «Molenbeek, miroir du monde. Au cœur d'une action politique»,publié aux éditions Luc Pire. Elle y témoigne de son action d’échevine notamment dans le contexte à la suite des attentats de novembre 2015 à Paris.
En 2018, elle se rend avec quatre autres membres d'Écolo, dont Rajae Maouane, en Cisjordanie, à Jénine, pour signer un partenariat avec la ville. Pour Turine : «Cette collaboration va aussi nous permettre de mieux comprendre les enjeux de ce conflit afin d'expliquer à nos jeunes que ce conflit n'est pas simple.»[pertinence contestée]

## Autres activités
Durant les années 1990, elle est membre du groupe de musique new wave La Vierge du Chancelier Rolin en qualité de violoniste. En janvier 2017, le groupe a annoncé sa reformation le temps de quelques concerts.

## Fonctions politiques
- 2007-2012 : conseillère communale à Molenbeek-Saint-Jean, cheffe de groupe Ecolo au Conseil communal (opposition)
- 2007- 2012 : secrétaire politique de la Régionale bruxelloise d'Ecolo
- 2009 : députée au Parlement bruxellois et au Parlement de la Communauté française : élue le 23 juin 2009, elle démissionne pour assurer pleinement la coprésidence d'Ecolo
- 2009-2012 : coprésidente d'Ecolo avec Jean-Michel Javaux, du 20 novembre 2009 au 4 mars 2012
- 2012-2018 : échevine de la jeunesse, de la prévention et de la cohésion sociales, du dialogue interculturel et de la lutte contre l'exclusion sociale à Molenbeek-Saint-Jean